# سیارک ۵۸۹۷
سیارک ۵۸۹۷ (به انگلیسی: 5897 Novotna، نامگذاری:1984SZ1) پنج هزار و هشتصد و نود و هفتمین سیارک کشف شده‌است که در ۲۹ سپتامبر ۱۹۸۴ کشف شد.
قدر مطلق سیارک برابر ۱۳٫۶۰ است.